# Calverton (Maryland)
Calverton – jednostka osadnicza w Stanach Zjednoczonych, w stanie Maryland, w hrabstwie Prince George’s.